# Hierodula gracilicollis
Hierodula gracilicollis är en bönsyrseart som beskrevs av Carl Stål 1877. Hierodula gracilicollis ingår i släktet Hierodula och familjen Mantidae. Inga underarter finns listade i Catalogue of Life.